# Forn de calç (la Sénia)
El Forn de calç és un antic forn de calç de la Sénia (Montsià) inclòs a l'Inventari del Patrimoni Arquitectònic de Catalunya.

## Descripció
Es tracta de restes d'un antic forn de calç. Situat molt a prop del refugi de la Font Ferrera. Té forma circular, feta amb carreus no treballats de pedra, col·locats en sec. Les parets acaben en volta. Tenien un petit forat per introduir el material.

## Història
Aquests tipus de forns són diferents dels de la plana, sobretot per l'atalusament exterior de terra. És possible que fossin també utilitzats com a nevera per guardar la neu.
L'any 2008 no s'ha localitzat; és possible que hagi desaparegut.